# Ekta Kapoor
Ekta Kapoor (Bombaim, 7 de junho de 1975) é um produtora de cinema e televisão indiana. Ela é a diretora administrativa e chefe de criação da Balaji Telefilms, fundada em 1994, a maior produtora de conteúdo televisivo do Sul da Ásia.
Kapoor está entre as 50 mulheres mais poderosas da Fortune India na Ásia e a única mulher do mercado de televisão indiano listada na Variety500.

## Vida pessoal
Kapoor é filha dos atores Jeetendra e Shobha Kapoor. Seu irmão mais novo, Tusshar Kapoor, também é ator de Bollywood. Kapoor não é casada, mas tem um filho chamado Ravie Kapoor, que nasceu em 27 de janeiro de 2019 de barriga de aluguel.